# Parròquies d'Andorra
|  | Per la definició de parròquia, vegeu Parròquia (civil). |

Les parròquies d'Andorra són les primeres i darreres instàncies administratives per sota del Govern d'Andorra. Parròquia és el terme utilitzat per a designar cadascun dels set territoris en què es divideix administrativament el Principat d'Andorra. Aquest tipus de divisió administrativa és la tradicional d'Andorra.
L'equivalent a altres països és el terme municipi (parròquia) i ajuntament (comú). La parròquia és una agrupació d'un conjunt de nuclis de població, amb una capital administrativa que li dona nom. Algunes parròquies tenen circumscripcions territorials menors. Per exemple, Ordino, la Massana i Sant Julià de Lòria estan dividides en quarts i la parròquia de Canillo està distribuïda en veïnats. La funció de les parròquies és tant eclesiàstica com civil. Pel que fa a la funció civil, la jurisdicció civil té el nom de comú i el Consell del comú s'elegeix per sufragi universal cada quatre anys i està compost pel cònsol major, el cònsol menor i de 8 a 14 consellers comunals.
Popularment, les parròquies de les valls de la Valira d'Orient i de la Valira del Nord (és a dir, les parròquies d'Encamp, Canillo, la Massana i Ordino) s'han conegut com les parròquies altes. Per contraposició, a la resta de parròquies se les anomena (no tan sovint, però) parròquies baixes. Tot i això també es pot trobar la denominació de parròquies centrals per a les d'Andorra la Vella i Escaldes-Engordany.
El sistema administratiu del Principat d'Andorra fa que la unió dels diferents comuns sumi més poder que el mateix govern central i el comú pot presentar projectes de llei al Consell General d'Andorra (parlament).
Els límits entre Canillo i Encamp són discutits a l'anomenat Terreny de Concòrdia. Escaldes-Engordany és l'única parròquia no tradicional, ja que fou creada el 1978, a partir de l'antic quart homònim, que pertanyia a la parròquia d'Andorra la Vella.

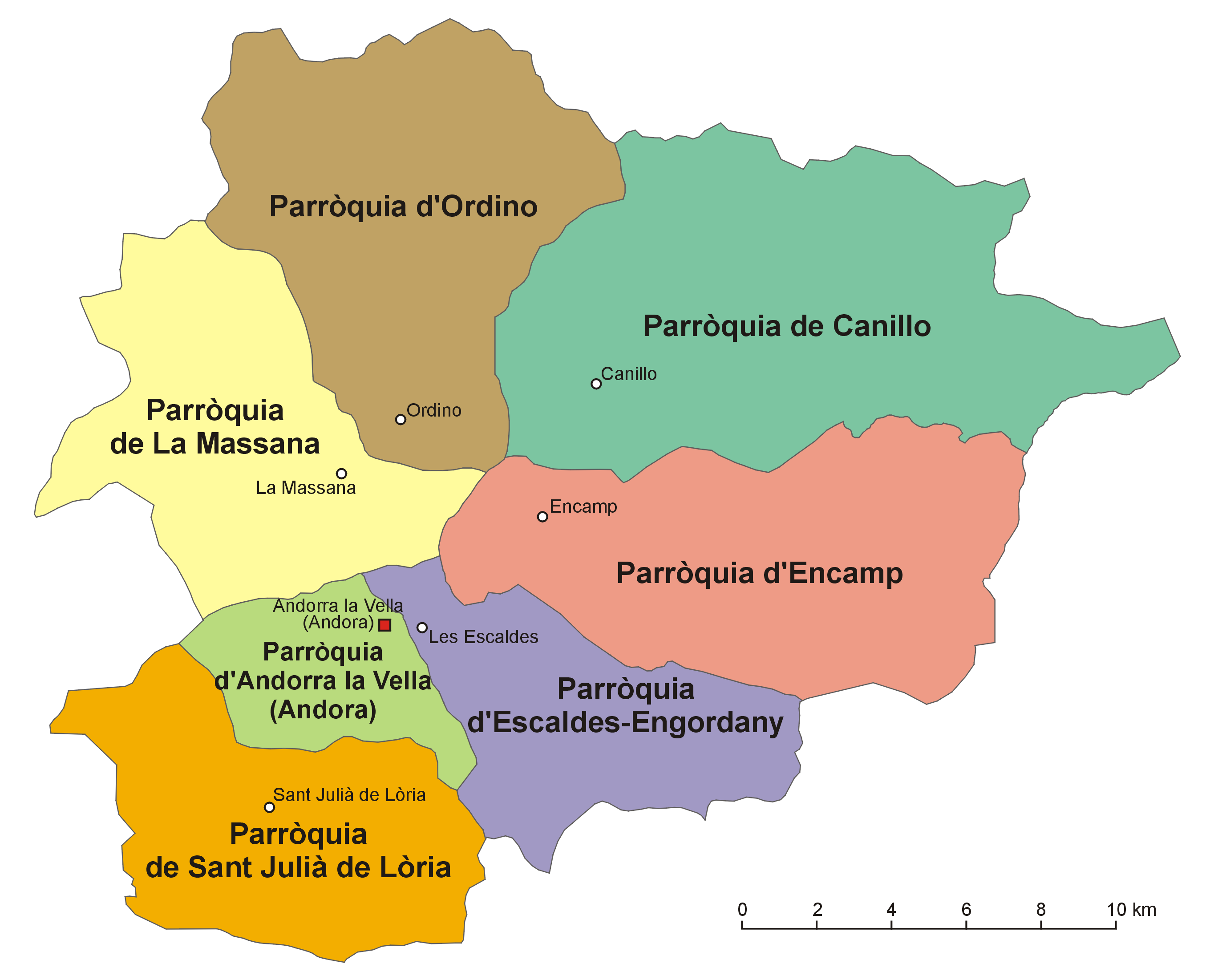
Les set parròquies

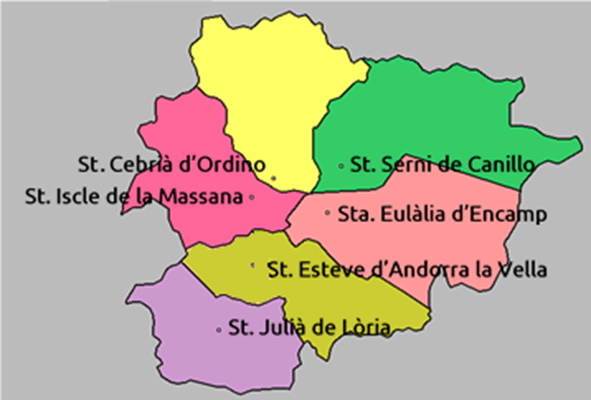
Les sis parròquies originals d'Andorra

Existeix un ordre protocol·lari a l'hora de citar les parròquies. És el següent:
| Nr.     | Escut               | Nom                 | Àrea km² | Població | Població | Població | Població | Població |
| Nr.     | Escut               | Nom                 | Àrea km² | 1990     | 2000     | 2010     | 2020     | 2023     |
| ------- | ------------------- | ------------------- | -------- | -------- | -------- | -------- | -------- | -------- |
| 1       | Canillo             | Canillo             | 121      | 1.290    | 2.706    | 3.166    | 4.422    | 5.781    |
| 2       | Encamp              | Encamp              | 74       | 7.119    | 10.595   | 11.319   | 11.734   | 12.826   |
| 3       | Ordino              | Ordino              | 89       | 1.289    | 2.283    | 4.015    | 5.001    | 5.440    |
| 4       | La Massana          | La Massana          | 65       | 3.868    | 6.276    | 8.618    | 10.349   | 11.591   |
| 5       | Andorra la Vella    | Andorra la Vella    | 12       | 19.022   | 21.189   | 21.190   | 22.537   | 24.042   |
| 6       | Sant Julià de Lòria | Sant Julià de Lòria | 60       | 6.012    | 7.623    | 8.500    | 9.390    | 9.915    |
| 7       | Escaldes-Engordany  | Escaldes-Engordany  | 47       | 12.235   | 15.299   | 13.482   | 14.582   | 15.506   |
| Andorra | Andorra             | Andorra             | 468      | 50.835   | 65.971   | 70.290   | 78.015   | 85.101   |